# Brundish
Brundish is een civil parish in het bestuurlijke gebied Mid Suffolk, in het Engelse graafschap Suffolk met 287 inwoners.